# IN THE MIDDLE
「IN THE MIDDLE feat.三浦大知」（イン・ザ・ミドル フィーチャリング みうらだいち）は、AIの楽曲で、三浦大知との初コラボレーション曲。2021年8月13日に配信限定シングルとしてEMI Recordsから発売された。

## 概要
2021年8月6日、AIのSNSアカウント上に「InTheMiddle」と書かれた画像が投稿され、同9日からはティザー映像がYouTubeにて公開された。
発売日である13日にはミュージック・ビデオがYouTubeにてプレミア公開され、16日には『CDTVライブ!ライブ!』（TBS）にてフルサイズでテレビ初披露された。20日には、『ミュージックステーション SUMMER FES』（テレビ朝日）にて、東京・豊洲にあるチームラボプラネッツ TOKYO DMM.comから、光のアートを交えたパフォーマンスが披露された。
「IN THE MIDDLE」というタイトルには、AIと三浦の「何を信用して良いかよく分からないこの時代にあって、私たちは真ん中にいたい」という思いが込められているという。

## ミュージック・ビデオ
MVでは、AIと三浦によるダンスパフォーマンスが繰り広げられる。振り付けは三浦とDee (KING OF SWAG)が担当し、撮影はほとんどがワンカットで行われた。
YouTubeでは、MVのほか、ティザー映像と、レコーディングやMV撮影の舞台裏を収めた動画「Behind The Scene」が公開され、13日にはMV公開記念としてAIと三浦によるトークライブが配信された。さらに、23日には、2人が曲に合わせて踊る”Dance Practice”映像を公開。この映像については、前述のトークライブの前に撮影されたことが明かされた。

## コメント
AIと三浦の本作に関するコメント。
| 「  | “右も左も上も下もない”。どっちが悪いとかどっちが良いとかじゃなくて、多くの人達が平等でありたいと言う思いやりを持って、常に真ん中にいたい。 | 」 |
| —AI | |    |

| 「        | 今のこの時代において、真ん中にいる大切さ。いろんな価値観に溢れているものを、みんなで尊重しあって、認め合って、みんなで考えて乗り越えてゆく、今の時代におけるアンセムとして“この真ん中にいよう”というのは本当に素敵だなと思います。 | 」 |
| —三浦大知 | |    |